# Gatwick Express

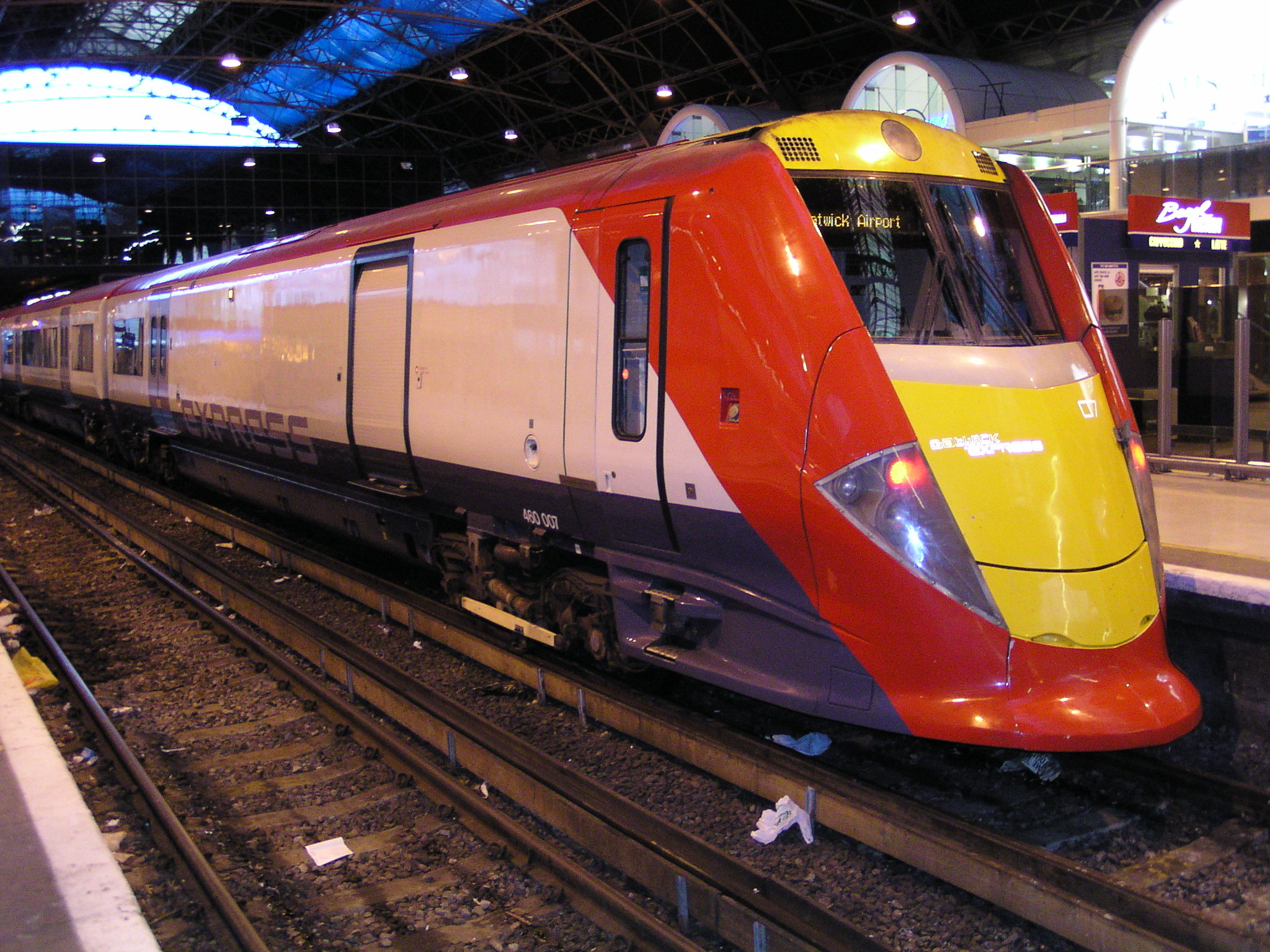
Vlak Gatwick Express na stanici Victoria

Gatwick Express je systém železničního spojení letiště Gatwick a nádraží Victoria Station v centru Londýna provozovaný společností National Express Group.
Spojení je v non-stop provozu a vlaky jezdí každých 15 minut. Doba jízdy je asi 30–35 minut. Cena jízdenky v první třídě v roce 2005 činila 13 £.
Používá se na něm elektrické vozy řady 460. V roce 2005 byla na tento systém převedena dvojice vozů řady 458 jako záložní jednotky pro případ poruchy.
Vzhledem k tomu, že vlaky jezdící na velmi vytížené železniční trase bývají poloprázdné, plánuje se rozšíření spojení tohoto systému až do Brightonu, i když se zvažuje riziko nedostatku volných míst pro cestující z letiště.